# Włodzimierz Krzyżanowski
Włodzimierz Bonawentura Krzyżanowski, poljski vojaški voditelj in general Zvezne vojske ZDA, * 8. julij 1824, Rożnovo, Poljska, † 31. januar 1887, New York, ZDA.
Krzyżanowski se je rodil na Poljskem v družini poljskih patriotov; njegov oče in oba strica sta se borila za poljsko neodvisnost pod Napoleonom in njegov brat se je boril v novembrski vstaji leta 1830. Njegov bratranec je bil Frederic Chopin. Sam je sodeloval v poljski vstaji leta 1848 proti Prusiji, nakar je zapustil Poljsko (grozila mu je aretacija), odšel v Hamburg (Nemčija) in od tam odplul proti New Yorku.
Tam je dobil zaposlitev kot inženir in geodet v Virginiji in tako sodeloval pri širjenju železnice proti zahodu. Dva dni po Lincolnovem apelu za prostovoljce se je v Washingtonu, D.C. prostovoljno prijavil v Zvezno vojsko kot vojak. Rekrutiral je četo poljskih emigrantov, ki je postala ena prvih organiziranih čet Zvezne vojske. Nato je s svojo četo odpotoval v New York, kjer je rekrutiral še več emigrantov in kmalu postal polkovnik 58. newyorškega pehotnega polka, ki pa je bil v vojaški register vpisan uradno kot Poljska legija.
Nato je sodeloval v različnih bitkah ameriške državljanske vojne pri Shenandoah Valley, drugi bitki za Bull Run, Chancellorsville, Gettysburgu in za Knoxville. Lincoln ga je 2. marca 1865 povišal v brigadnega generala, potem ko je Senat ZDA dvakrat zavrnil njegovo začasno napredovanje v generala (1862 in 1863).
Po vojni je postal prvi ameriški administrator na Aljaski. 31. januarja 1887 je umrl v New Yorku. Ob 50. obletnici njegove smrti so 13. oktobra 1937 prekopali njegove posmrtne ostanke iz Pokopališča Greenwood (Brooklyn, New York) in ga z vojaškimi častmi pokopali na Arlingtonu (Washington D.C.).